# Henry Sebastian D’Souza
Henry Sebastian D'Souza (1926 – 2016) là một Giám mục người Ấn Độ của Giáo hội Công giáo Rôma. Ông từng đảm nhiệm rất nhiều các vị trí quan trọng đối với Công giáo Ấn Độ và Công giáo Á châu: Tổng giám mục Tổng giáo phận Cuttack–Bhubaneswar, Tổng giám mục Tổng giáo phận Calcutta, Chủ tịch Hội đồng Giám mục Ấn Độ (1988 – 1992 và 1999 – 2002) và Chủ tịch Liên Hội đồng Giám mục Á châu (1984 – 1993).

## Tiểu sử
Tổng giám mục Henry Sebastian D'Souza sinh ngày 20 tháng 1 năm 1926, tại Igatpuri, thuộc Ấn Độ. Sau quá trình tu học dài hạn tại các cơ sở chủng viện theo quy định của Giáo luật, ngày 24 tháng 8 năm 1948, Phó tế D'Souza, 22 tuổi, tiến đến việc được truyền chức linh mục.
Sau quá trình 26 năm thực hiện các hoạt động mục vụ với vai trò là một linh mục, ngày 24 tháng 1 năm 1974, tin tức từ Tòa Thánh loan báo về việc Giáo hoàng đã xác nhận việc tuyển chọn linh mục Henry Sebastian D'Souza, 48 tuổi, gia nhập hàng ngũ Giám mục Công giáo hoàn vũ, với vị trí được bổ nhiệm là Tổng giám mục Tổng giáo phận Cuttack–Bhubaneswar. Lễ tấn phong cho vị giám mục tân chức được tổ chức sau đó khá lâu vào ngày 5 tháng 5 cùng năm, với phần nghi thức truyền chức chính yếu được cử hành bởi 3 giáo sĩ cấp cao. Chủ phong cho tân giám mục là Tổng giám mục John Gordon, Quyền Sứ thần Tòa Thánh tại Ấn Độ. Hai vị còn lại, với vai trò phụ phong, gồm có Tổng giám mục Lawrence Trevor Picachy, S.J., Tổng giám mục Tổng giáo phận Calcutta và Tổng giám mục Pius Kerketta, S.J., Tổng giám mục Tổng giáo phận Ranchi. Tân giám mục chọn cho mình châm ngôn:Instrument of the Lord.
Chín năm tại Tổng giáo phận Cuttack–Bhubaneswar của Tổng giám mục D'Souza chấm dứt, bằng quyết định từ Tòa Thánh, thông báo thuyên chuyển Tổng giám mục này đến nhiệm sở mới, cụ thể là Tổng giáo phận Calcutta, với phẩm trật Tổng giám mục Phó. Quyết định trên được công bố rộng rãi bằng các phương tiện truyền thông Tòa Thánh vào ngày 29 tháng 3 năm 1985. Tổng giám mục Henry Sebastian D'Souza nhanh chóng kế vị sau đó vào ngày 5 tháng 4 năm 1986.
Sau hơn 15 năm giự vị trí Tổng giám mục Calcutta, Tổng giám mục D'Souza có đơn xin từ nhiệm, vì quy định tổi tác theo Giáo luật, và được chấp thuận vào ngày 2 tháng 4 năm 2002.
Ngoài các chức danh và nhiệm vụ chính thức, Tổng giám mục Henry Sebastian D'Souza còn đảm nhận nhiều vai trò quan trọng khác như Chủ tịch Hội đồng Giám mục Ấn Độ trong hai khoảng thời gian không liên tiếp:1988 – 1992 và 1999 – 2002 và Chủ tịch Liên Hội đồng Giám mục Á châu trong suốt gần 10 năm, từ năm 1984 đến năm 1993.
Tổng giám mục D'Souza qua đời ngày 27 tháng 6 năm 2016, thọ 90 tuổi.